# Río Limay

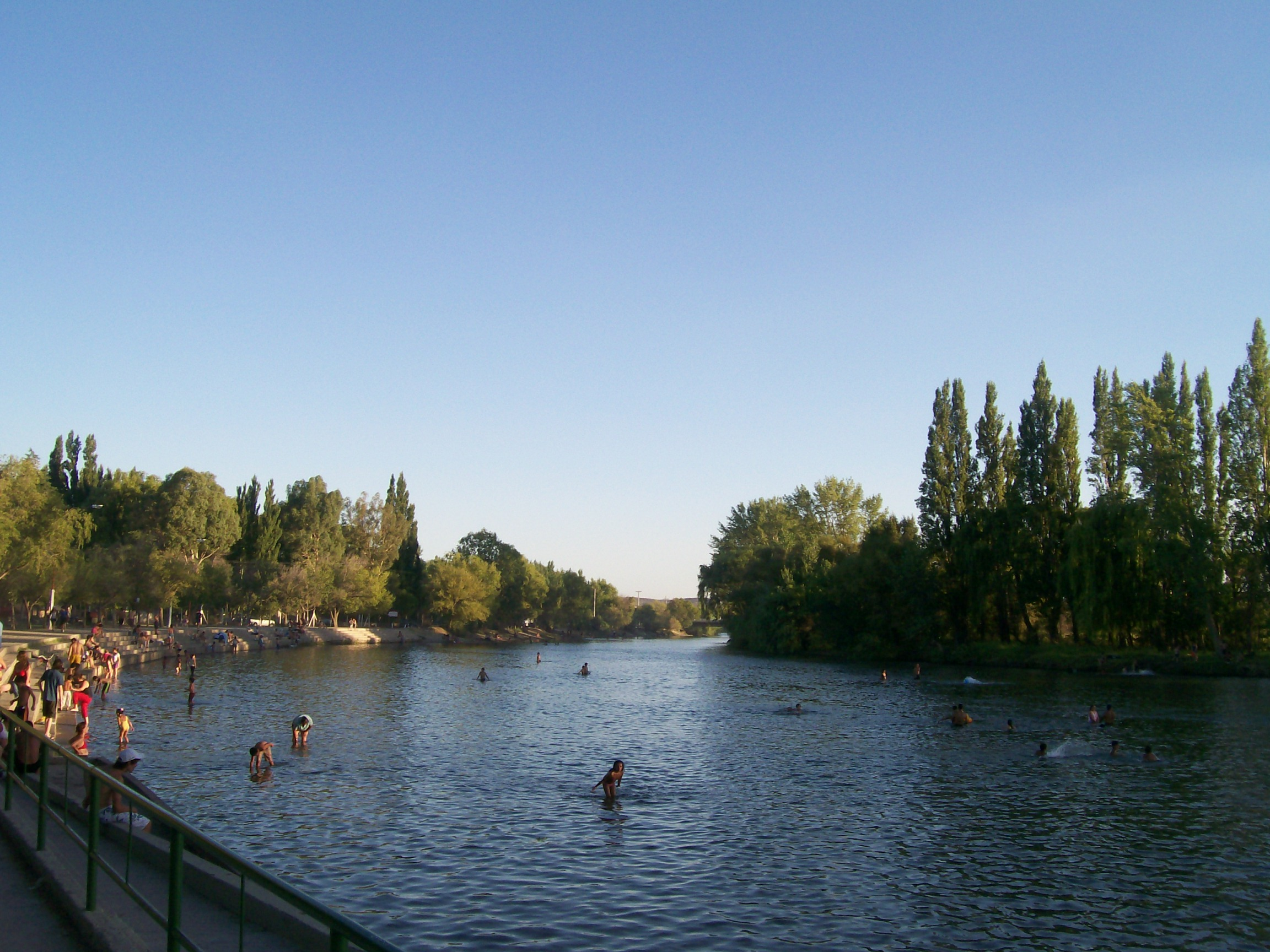
Un aménagement balnéaire du Limay à Neuquén

Le río Limay est un cours d'eau important de l'ouest de l'Argentine. Il constitue la branche mère principale du fleuve río Negro.

## Géographie
Le río Limay naît à une altitude de 764 mètres, à l'extrémité orientale du lac Nahuel Huapi dont il est l'émissaire, puis coule en serpentant sur quelque 500 kilomètres, collectant des affluents comme le río Traful, le río Pichileufú et le río Collón Curá, jusqu'à son confluent avec le río Neuquén, au niveau de la ville de Neuquén, formant ensemble dès lors le río Negro.
Il sert de frontière entre les provinces de Neuquén et de Río Negro sur presque tout son parcours.
Sa vallée inférieure fait partie de la région économique en plein essor du Comahue centrée autour de la ville de Neuquén.

## Hydrographie
Ses eaux profondes sont claires et très abondantes. Son bassin de drainage a une superficie de 61 723 km2 et inclut toutes les rivières coulant vers l'Atlantique dans la région, elles-mêmes presque toutes issues d'un réseau de lacs andins très étendu.

## Régime - hydrométrie
Le débit du río Limay est de 746 m3/s en moyenne, soit autant que le débit de l'Elbe en Allemagne et presque autant que la Loire en France. 
Son régime est de type pluvio-nival avec crues d'hiver liées aux fortes précipitations en cette saison, et crues de printemps liées à la fonte des neiges. Son débit affiche donc un double sommet.

### Les débits à Paso Limay
Le débit du río Limay a été observé pendant 77 ans (1903-1980) à Paso Limay, localité de la province de Río Negro située à une cinquantaine de kilomètres en aval du confluent avec le río Collón Curá. 
À Paso Limay, le débit annuel moyen ou module observé sur cette période était de 746 m3/s pour un bassin versant de 26 400 km2.
La lame d'eau écoulée dans cette partie du bassin versant - où se produit la quasi-totalité de l'écoulement - atteint ainsi le chiffre de 891 millimètres par an, ce qui doit être considéré comme très élevé.

## Hydroélectricité

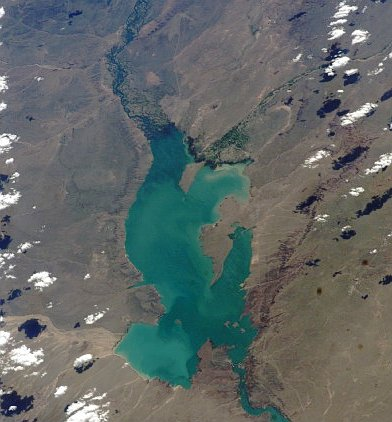
Le río Limay vu par satellite au niveau de la grande retenue d'El Chocón et du lac Ezequiel Ramos Mexía. Le nord se trouve en bas à droite.

Sur le cours du río Limay, on a construit plusieurs barrages (cinq) en vue de générer de l'hydroélectricité. Ce sont d'amont en aval : les barrages d'Alicurá, de Piedra del Águila, de Pichi Picún Leufú, d'El Chocón et d'Arroyito. Avec la centrale de Cerros Colorados sur le río Neuquén, ils contribuent à la production de plus du quart de la production électrique du pays.
Sur son cours, on a également édifié l'unique usine d'eau lourde d'Amérique du Sud, dans la localité d'Arroyito, province de Neuquén.